# L'Arca de Noè (pel·lícula)
L'Arca de Noè (títol original en portuguès: A Arca de Noé)  és una pel·lícula d'animació de comèdia del 2024 dirigida i escrita per Sérgio Machado amb la codirecció d'Alos di Leo. La pel·lícula és una coproducció entre el Brasil i l'Índia i es va inspirar en poemes escrits pels músics Vinicius de Moraes i Antônio Carlos Jobim, i segueix dos germans ratolins anomenats Tom i Vini que busquen bona sort mentre s'esmunyeixen a l'Arca. Ha estat subtitulada al català.
La pel·lícula es va estrenar a Sud-àfrica el 5 de gener de 2024 i al Brasil el 7 de novembre de 2024.

## Argument
Tom i Vini són dos ratolins a qui els agrada cantar i tocar música. Sorprenen una conversa entre Noè i Déu i s'adonen que la Terra serà inundada pel Diluvi.
En Tom i la Vini intenten pujar a l'arca que Noè i la seva família (Susanna, la seva néta, i la Rut, la seva dona) han preparat. Però Noè s'hi nega, ja que tant Tom com Vini són mascles. Mentre totes les parelles d'animals entren a la nau, arriba la Nina, la rata femella, i Vini marxa, malgrat les protestes d'en Tom, perquè el seu amic es pugui salvar.
En Vini és salvat d'ofegar-se gràcies a Alfonso, la panerola, i la seva tripulació que naveguen en un petit vaixell, mentre que al mateix temps, en Kilgore, l'ocell oreneta, intenta trobar l'arca juntament amb la Sonya, el colom, i una balena geperuda rosa. Aleshores, Vini arriba a l'arca i pugen a bord a través d'un camí sencer abans que fos guiada pels carnívors com un ós bru, un goril·la, un jaguar i un parell de hienes que han entrat a la sala d'emmagatzematge d'aliments per servir-se. Baruk, el lleó, que lidera el grup juntament amb les seves serps de cascavell, vol prendre el control i organitza un concurs de cant. Però les habilitats de cant de Baruk són febles, cosa que fa que Vini i Tito actuïn per a ell darrere d'una cortina. Quan es descobreix el truc, tots els animals deixen de reconèixer l'autoritat del farsant. També és el moment en què l'arca finalment arriba a terra i tots els ocupants se salven.

## Repartiment
- Rodrigo Santoro com a Vini
- Marcelo Adnet com a Tom
- Alice Braga com a Nina
- Keith Silverstein com a Baruk / Bob/Cangur
- Ian James Corlett com a Noè / Pingüí
- Luis Bermudez com a Kilgore / Déu / Hiena #1 / Elefant / Conillet d'Índies / Picot
- Laila McCann com a Susana
- Debra Wilson com a Ruth / Vaca
- Christopher Corey Smith com a Alfonso
- Triya Leong com a Sonia / Babe
- Rachel Butera com a Sra. Fura / Sr. Fura / Serp #2 / Hiena #2 / Cérvol / Amy
- Misty Lee, com a Balena / Sheyla / Gall dindi
- Rick Zieff com a Serp #1 / Rinoceront / Teixó
- David Lodge com a Goril·la / Paó / Cocodril
- Karen Strassman com a Lleona / Jaguar / Girafa
- Mark Lewis com a Cabrit
- Bill Rogers com a Ós

## Recepció
Tom i Vini s'han presentat com a evocacions de Tom Jobim i Vinicius de Moraes.
Una ressenya francesa va trobar la pel·lícula mediocre.